# Бокиев, Рустам Худойназарович
Рустам Худойназарович Бокиев (род. 21 января 1978, Ленинский) — таджикский дзюдоист, представитель суперлёгкой и полулёгкой весовых категорий. Выступал за национальную сборную Таджикистана по дзюдо в период 1996—2007 годов, участник летних Олимпийских игр в Атланте, чемпион Западноазиатских игр в Тегеране и Центральноазиатских игр в Душамбе, многократный победитель первенств национального значения.

## Биография
Рустам Бокиев родился 21 января 1978 года в посёлке Сомониён района Рудаки Таджикской ССР. Проходил подготовку в местной секции под руководством своего отца Худойназара Бокиева, заслуженного тренера Таджикистана.
Благодаря череде удачных выступлений удостоился права защищать честь страны на летних Олимпийских играх 1996 года в Атланте — выступал здесь в категории до 60 кг, однако уже на предварительном этапе потерпел поражение от марокканца Абделуахеда Идрисси Шорфи и сразу же выбыл из борьбы за медали.
В 1997 году Бокиев побывал на Западноазиатских играх в Тегеране, откуда привёз награду золотого достоинства, выигранную в зачёте суперлёгкой весовой категории.
В 2001 году занял пятое место на чемпионате Азии в Улан-Баторе, выступил на чемпионате мира в Мюнхене, где в полулёгком весе сумел дойти до стадии 1/8 финала.
В 2003 году в суперлёгком весе одержал победу на домашних Центральноазиатских играх в Душамбе.
В 2004 году выиграл национальное первенство Таджикистана в Душанбе, был пятым на азиатском первенстве в Алма-Ате.
Представлял страну на Азиатских играх 2006 года в Дохе, где дошёл до 1/8 финала. Отметился выступлением на Суперкубке мира в Москве, уступив в 1/8 финала титулованному азербайджанцу Рамилю Гасымову.
Последний раз показывал сколько-нибудь значимые результаты на международной арене в сезоне 2007 года, когда вновь выиграл таджикское национальное первенство и побывал на чемпионате мира в Рио-де-Жанейро, где, тем не менее, прекратил борьбу за медали уже после стартового поединка в полулёгком весе.
Его младший брат Расул тоже стал достаточно известным дзюдоистом, в лёгком весе попадал в число призёров крупнейших международных турниров.
Сын Сухроб Бокиев — так же дзюдоист, член национальной сборной Таджикистана.